# Mohun Bagan AC
Mohun Bagan Super Giant é um clube poliesportivo da cidade de Calcutá, na Índia. Fundado em 1889, é o clube de futebol mais antigo do país.
O Mohun Bagan S.G manda os seus jogos no Estádio Salt Lake, situado em Calcutá, que possui capacidade para 120 mil espectadores. Suas cores oficiais são verde e grená.
O futebol profissional do clube passou por mudanças em 2020. Uma fusão com o ATK, franquia três vezes campeã da Super Liga Indiana - ISL, permitiu que o clube fizesse parte da principal competição do futebol indiano como ATK Mohun Bagan Football Club.
Em 2023 o clube removeu o ATK do nome e passou a se chamar Mohun Bagan Super Giant.

## História
A fundação do Mohun Bagan AC remonta à década de 1880, quando os jovens do bairro de Fariapukur Lane, atualmente conhecido, em Shyambazar , partiram em busca de um local ideal para estabelecer um clube de futebol, e se depararam com um palácio de mármore, ''Mohun Bagan Villa'' , que era propriedade de uma importante família de um comerciante local.
Em 1909 e 1910, entre apenas alguns outros clubes nativos, a equipe teve a honra de jogar no IFA Shield por suas atuações consistentes nos últimos anos.
Eles lutaram contra as equipes departamentais profissionalmente equipadas para chegar à final do IFA Shield sem sofrer gols. O entusiasmo pela final em 29 de julho de 1911 que agora é conhecido como "Mohun Bagan Day''.
Em 1998, a United Spirits , uma subsidiária da United Breweries Group , de propriedade de Vijay Mallya , firmou uma parceria com Mohun Bagan comprando uma participação de 50% na divisão de futebol do clube e formou uma joint-venture chamada United Mohun Bagan Private Limited .  Pela primeira vez, o clube foi transformado em um estabelecimento corporativo de um status de sociedade , e o nome da divisão de futebol do clube foi alterado para Mohun Bagan FC de McDowell .  Naquela temporada, eles derrotaram o uzbeque Pakhtakor Tashkentna fase de grupos do IFA Shield e, eventualmente, ganhar o Shield. Mohun Bagan contratou uma série de estrangeiros para a National Football League. 
Internacionais renomados como o atacante uzbeque Igor Shkvyrin , o atacante nigeriano Stephen Abarowei, o lateral tailandês Dusit Chalermsan e o zagueiro queniano Samuel Omollo , e o brasileiro José Ramirez Barreto se juntaram ao clube. O contingente indiano no clube foi mantido quase intacto desde a última temporada com a adição do atacante RC Prakash e do lateral Dulal Biswas, Mohun Bagan venceu confortavelmente a liga junto com a Durand Cup e a Rover's Cup com o ex-jogador do clube Subrata Bhattacharya no comando. Mas na fase continental, foi eliminado com uma derrota por 8-0 contra o Júbilo Iwata na segunda rodada do Asian Club Championship.
De 2003 a 2004, o clube mergulhou em tempos incertos devido a problemas administrativos internos e problemas com seus investidores. Conflitos internos entre os dirigentes do clube causaram uma falha em manter a maioria de seus jogadores do time vencedor da liga, incluindo a saída de Subrata Pal em 2004. Problemas com patrocinadores atingiram um estágio tão crítico que a United Breweries ameaçou processar o clube em um ponto. Bhaichung Bhutia, que se juntou ao clube em 2002, perdeu a maior parte da temporada devido a lesões, produzindo um impacto insignificante na equipe. Como resultado, a forma em campo de Mohun Bagan caiu notavelmente, com o clube ganhando apenas um grande troféu na forma do IFA Shield nesses dois anos. Para piorar a situação, em 2004, o estrangeiro mais influente do Mohun Bagan – Barreto, também deixou o clube.
A temporada 2019-20 da I-League foi encerrada pela AIFF devido à pandemia do COVID-19, durante este período, os organizadores do ISL, bem como a direção do clube, fizeram esforços para incluir Mohun Bagan junto com o East Bengal na liga, e ao qual a marca de futebol do clube foi fundida com a corporação de propriedade da ATK que permitiu que Mohun Bagan jogasse na ISL.

## Rivalidade
A maior rivalidade de Mohun Bagan é com os rivais da cidade de East Bengal e é popularmente conhecido como Kolkata Derby. Mohun Bagan tem uma rivalidade imensa com o Mohammedan SC , mas a importância deste jogo se esvaiu nos últimos anos, porque as equipes se encontram apenas uma vez por ano na Liga de Futebol de Calcutá. 

## Títulos
Competições nacionais
- Superliga Indiana: 2 (2022-23 e 2024–25)
- ISL Premier: 2 (2023-24 e 2024-25)
- Supercopa Indiana: 1 (2015-16)
- Durand Cup: 17 (1953,1960, 1961, 1963, 1964, 1966, 1975, 1977, 1979, 1981, 1983, 1984, 1985, 1986, 1994, 2000 e 2023)
- I-League: 5 (1997-98, 1999-00, 2001-02, 2015-16 e 2019-20)
- Copa da Federação: 14 (1978, 1980, 1981, 1982, 1986, 1987, 1992, 1993, 1994, 1998, 2001, 2006, 2008 e 2016)

Competições Regionais
- Liga de Futebol de Calcutá: 30 (1939, 1943, 1944, 1951, 1954, 1955, 1956, 1959, 1960, 1962, 1963, 1964, 1965, 1969, 1976, 1978, 1979, 1983, 1984, 1986, 1990, 1992, 1994, 1997, 2001, 2005, 2007, 2008, 2009 e 2018)
- IFA Shield: 22 (1911, 1947, 1948, 1952, 1954, 1956, 1960, 1961, 1962, 1967, 1969, 1976, 1977, 1978, 1979, 1981, 1982, 1987, 1989, 1998, 1999, 2003)
- Rovers Cup: 14 (1955,1967, 1968, 1971, 1972, 1973, 1976, 1977, 1981, 1985, 1988, 1991, 1992 e 2001)